# Ordem do Espírito Santo
A Ordem do Espírito Santo, também conhecida como Ordem dos Cavaleiros do Espírito Santo, (Francês: L'Ordre du Saint-Esprit ou L'Ordre des Chevaliers du Saint-Esprit) é uma ordem de cavalaria subordinada a monarquia francesa. Fundada por Henrique III, Rei da França em 1578, ele deu o nome do Espírito Santo a esta ordem, porque ele nasceu no dia da Páscoa do Espírito Santo ou Pentecostes, e realizada na mesma data do aniversário da sua eleição para a coroa da Polônia e da sucessão da França. Hoje, a ordem está sob a Casa da França.
Embora oficialmente abolida pelas autoridades governamentais da República Francesa, juntamente com a monarquia francesa após a Revolução Francesa, as suas atividades prosseguiram. Ainda é reconhecido pela Comissão Internacional de Ordens de Cavalaria.
A mesma ordem não deve ser confundida com a Congregação do Espírito Santo.

## História

### Antigo Regime

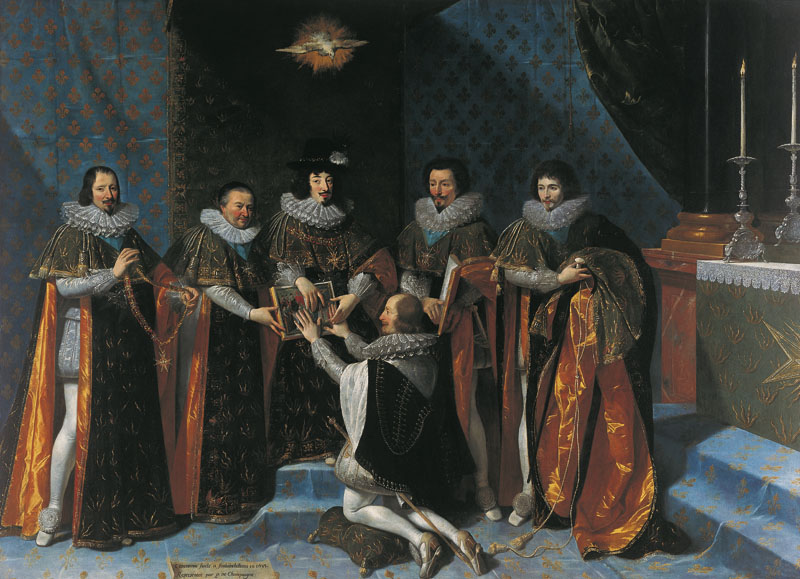
Henrique II de Orleães-Longueville é criado cavaleiro da Ordem do Espírito Santo pelo Rei Luís XIII em 1633.

Philippe de Champaigne, 1633, Museu Agostiniano de Toulouse.
Em 31 de dezembro de 1578, em meio às Guerras religiosas, que Henrique III fundou a Ordem e Milícia do Bendito Espírito Santo, escolhendo este nome em referência à sua coroação no trono da Polônia e como rei de França, ambos eventos ocorridos no dia de Pentecostes. A ideia surgiu-lhe em Veneza, onde tinha lido o manuscrito original de uma Ordre du Saint Esprit ou Droit Désir fundada em 1353 por Luís de Anjou (rei titular de Jerusalém e Sicília e consorte de Joana I de Nápoles) e dedicada a São Nicolau de Mira. Henrique III percebeu que a Ordem de São Miguel havia perdido seu prestígio ao longo da extensa guerra civil que varria a França e decidiu instituir ambas as ordens honoríficas em igual grau de precedência. Desta forma, o indivíduo criado Cavaleiro da Ordem do Espírito Santo seria também chamado de Cavaleiro de Ordens de Sua Majestade.

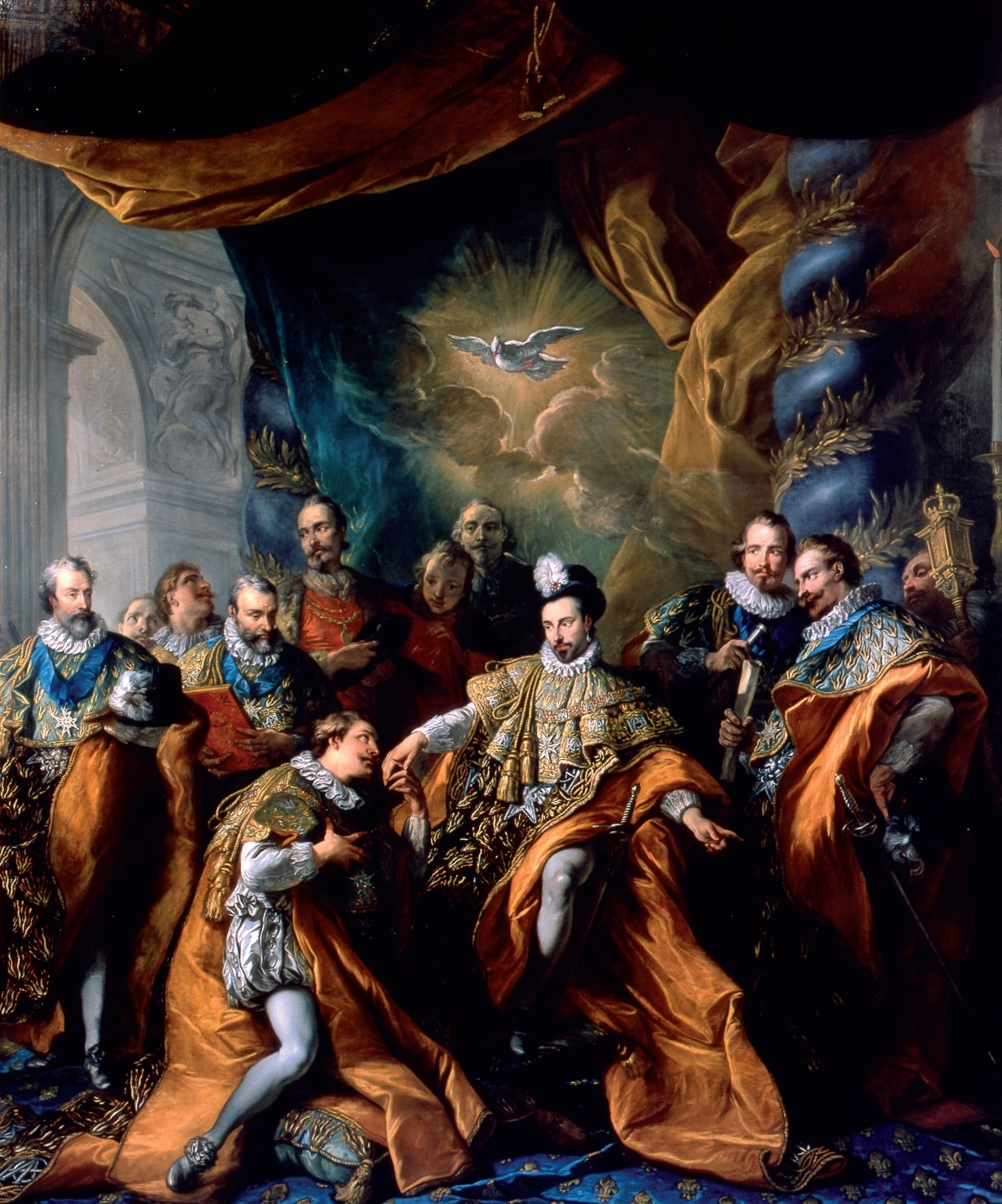
Henrique III preside cerimônia da Ordem do Espírito Santo, em pintura de Charles-André van Loo, século XVIII.

Esta foi a primeira ordem honorífica do Reino de França e tinha o monarca francês como seu grão-mestre e fonte de honra. Os indivíduos elegíveis à ordem deveriam ser súditos franceses católicos de nobreza hereditária desde pelo menos ao bisavô e ter, no mínimo, trinta e cinco anos de idade quando de seu agraciamento. Príncipes estrangeiros ao sangue da França poderiam ser admitidos na ordem a partir dos vinte e cinco anos, príncipes de sangue a partir dos quinze anos e os filhos de França eram feitos membros desde seu batismo.
Embora esta ordem tenha sido inicialmente reservada para os mais altos dignitários do reino, o rei Henrique IV permitiu o ingresso de um número limitado de monarcas estrangeiros e grandes nobres de confissões ortodoxa e anglicana.
Um imposto específico chamado marc d'or foi introduzido para atender às necessidades da Ordem, cuja sede estava no Convento dos Grão-Agostinhos em Paris, destruído durante a Revolução Francesa. O lema escolhido para a ordem foi "DUCE ET AUSPICE" ("Sob a orientação e proteção [do Espírito Santo]").

### Restauração
Juntamente com todas as demais ordens honoríficas monárquicas, a Ordem do Espírito Santo foi formalmente abolida em 1791 durante a Revolução Francesa, sendo restaurada somente em 1814. Luís XVIII realizou concessões notáveis da ordem como a Alexandre I da Rússia, Francisco I da Áustria, Frederico Guilherme III da Prússia e ao Duque de Wellington. Durante seu reinado, Carlos X restaurou todo o cerimonial da ordem.
Assim como a Ordem de São Miguel, a Ordem do Espírito Santo deixou de ser concedida pelo Estado francês a partir da Revolução de Julho de 1830, sem ser formalmente abolida pela Monarquia de Julho ou pelos regimes que se sucederam. Em seu lugar, o governo francês passou a conceder a Ordem Nacional da Legião de Honra, a única destas ordens mencionada na Constituição de 1830.
Por não ter sido abolida formalmente nem mesmo restaurada ou concedida após a transição republicana na França, a Ordem do Espírito Santo tornou-se uma distinção honorífica dinástica sendo mantida e concedida pelos pretendentes legitimistas e Orleanistas.

## Estrutura

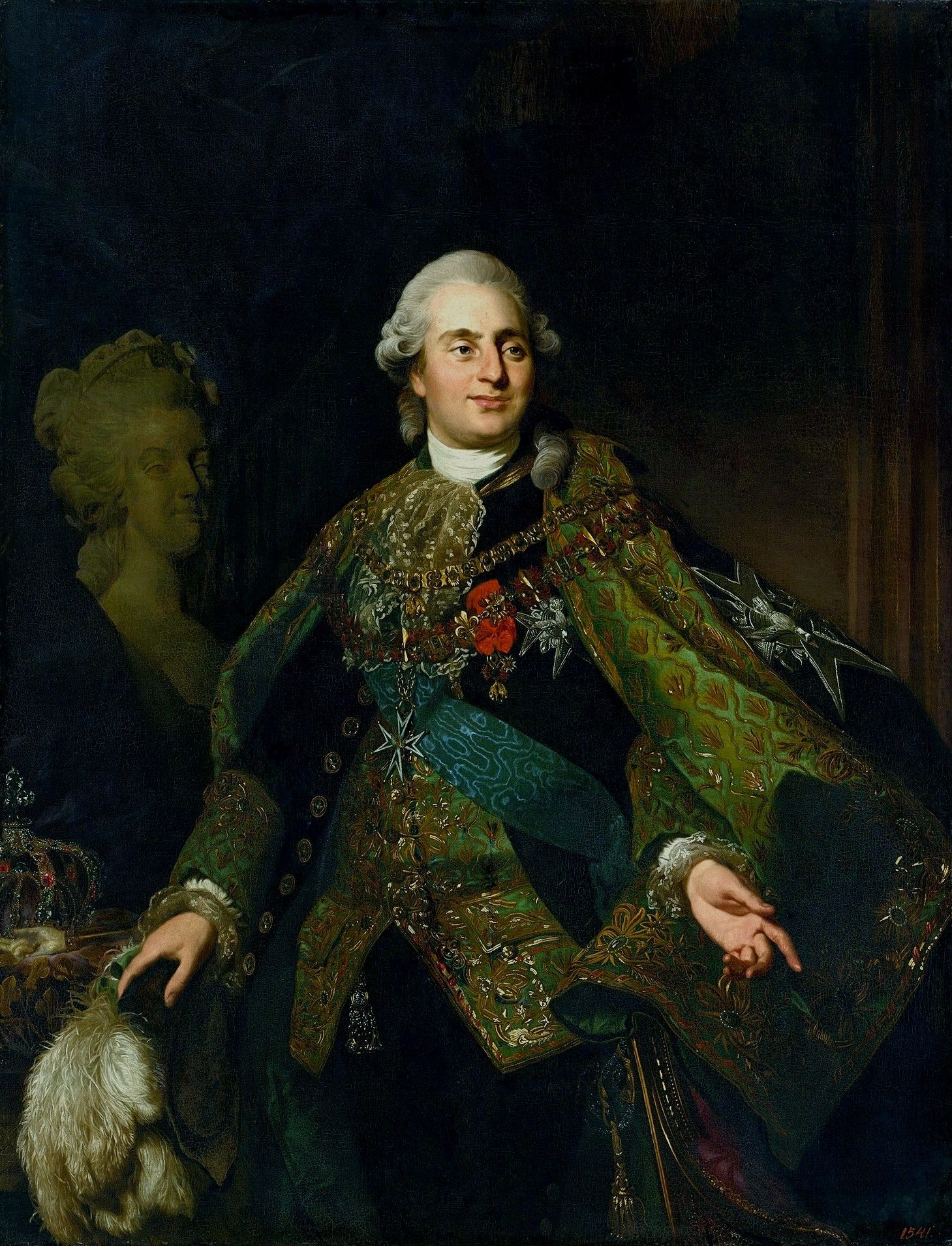
Luís XVI trajando o hábito da Real Ordem do Espírito Santo, por Alexander Roslin, c. 1782.

A ordem é dotada de personalidade jurídica, que permite nomeadamente ao Soberano utilizá-la para contrair empréstimos. Sua gestão era reservada ao rei na condição de seu soberano grão-mestre (Souverain Grand Maître). Como fonte de honra, todas as nomeações da ordem eram expressa vontade do Rei de França. Os demais membros da ordem eram agraciados em três categorias:
- 8 membros eclesiásticos;
- 4 Oficiais;
- 100 Cavaleiros.

Inicialmente, quatro dos membros eclesiásticos deveriam ser cardeais, enquanto os outros quatro deveriam ser arcebispos ou prelados. Posteriormente, esta regra foi ampliada para que todos os membros eclesiásticos tivessem de ser cardeais, arcebispos ou prelados. Os ingressos à ordem deveriam ser católicos romanos com, no mínimo, três graus hereditários de nobreza. A idade mínima para membros era de 35 anos, embora houvesse algumas exceções:
- Os filhos do monarca eram membros por nascimento, mas não admitidos na ordem antes dos 12 anos;
- Príncipes de Sangue podiam ser admitidos na ordem a partir dos 16 anos;
- Membros da realeza estrangeira poderiam ser admitidos na ordem a partir dos 25 anos.

Todos os cavaleiros da ordem também eram membros da Ordem de São Miguel. Como tal, eles eram geralmente conhecidos pelo termo Chevalier des Ordres du Roi (ou seja, "Cavaleiro de Ordens do Rei"), em vez do mais longo Chevalier de Saint-Michel et Chevalier du Saint-Esprit (ou seja, "Cavaleiro de São Miguel e Cavaleiro do Espírito Santo").
Cavaleiros: cem em número, eram escolhidos dentre a mais alta nobreza do Reino de França e os que, na segunda nobreza, gozam de favor real. O rei poderia teoricamente escolher qualquer nobre com três graus de nobreza (as provas forjadas de nobreza eram eventualmente aceitas, mas os "enobrecidos" permaneciam excluídos do cerimonial); no entanto, os membros de casas ducais eram os mais recorrentes no grau de Cavaleiro. Os Cavaleiros do Espírito Santo acumulavam igualmente a dignidade de Cavaleiros de São Miguel.
Comandantes: súditos eclesiásticos, em número de oito. A ordem deveria originalmente ter quatro cardeais ou arcebispos e quatro bispos, mas essa proporção nem sempre foi respeitada. O grão-capelão de França era um comandante nato da ordem e, portanto, não era levado em consideração na contagem de oito. Os comandantes, sendo membros do clero, não poderiam acumular a dignidade de Cavaleiros de São Miguel.
Comandantes-oficiais: compunham os quatro mais altos oficiais da Ordem. Estes nobres eram similares em dignidade aos Cavaleiros e eram, como eles, Cavaleiros de São Miguel. Os quatro comandantes-oficiais foram:
- Chanceler e Guardião dos Selos
- o reitor e mestre de cerimônias
- o grande tesoureiro
- o oficial

Não havia requisitos de nobreza para oficiais, portanto, o rei poderia usar esses cargos para homenagear pessoas recentemente enobrecidas. Os exemplos mais conhecidos são os dos grandes ministros de Luís XIV, Colbert e Louvois, ou o do rico banqueiro Antoine Crozat, que chegou a ser tesoureiro da Ordem. Da mesma forma, Luís XV agraciou a Abel-François Poisson de Vandières, irmão da Marquesa de Pompadour. Por tradição que remonta a Guillaume Pot de Rhodes, o mestre de cerimônias deveria comprovar sua nobreza assim como os cavaleiros.

## Hábitos e insígnias

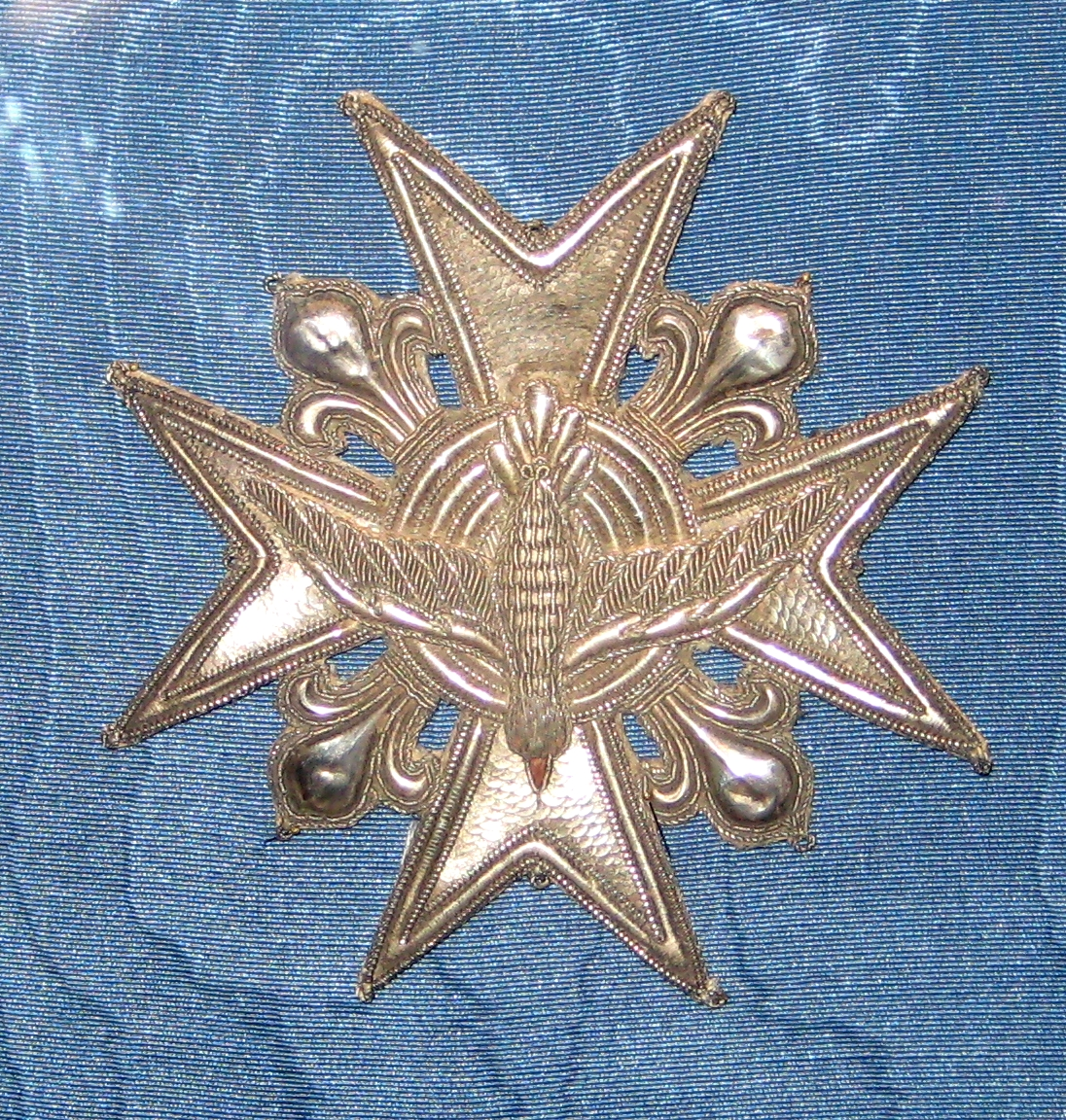
A estrela insígne da Ordem do Espírito Santo, pertencente a Alexandre I da Rússia.

O emblema da Ordem é uma cruz maltesa dourada com bordas brancas, cada uma das oito pontas pontuada por uma esfera dourada (points boutonnées) e com uma flor-de-lis dourada entre cada par adjacente de seus braços. No centro da cruz, foi colocada uma pomba branca em descenso (ou seja, apontando para baixo) cercada por chamas verdes. O reverso desta cruz usada pelos cavaleiros era a mesma da frente, exceto com o medalhão da Ordem de São Miguel no centro, em vez da pomba e das chamas (as dos membros eclesiásticos era a mesma em frente e verso). Durante as cerimónias, a cruz de oficiais e comandantes era presa a um colar de elos de flor-de-lis dourado alternando com elos constituídos por uma letra "H" branca esmaltada (a inicial do nome do monarca fundador e primeiro grão-mestre, Henrique III) encimada pela coroa real francesa. Cada um desses elos era cercado por chamas em esmalte vermelho formando um quadrado ao seu redor. De maneira mais geral, a cruz era suspensa de uma grande fita de cor azul moirée, daí o apelido de cordon bleu que os cavaleiros usavam.

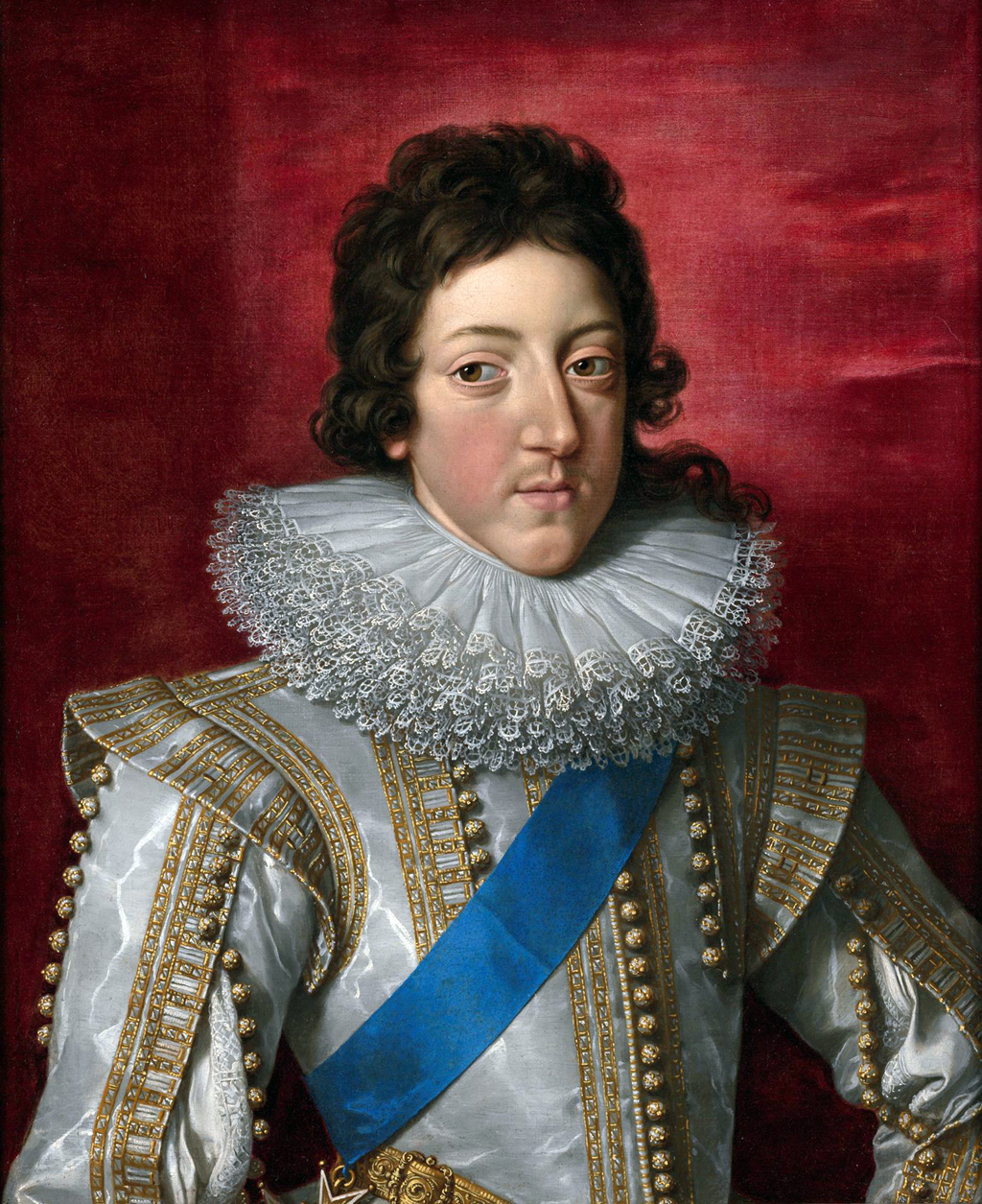
Luís XIII portando a insígnia e faixa azul da Ordem do Espírito Santo, que originou a expressão cordon bleu.

Para as cerimónias da Ordem e quando os cavaleiros da Ordem faziam a comunhão, usavam um longo manto de veludo preto salpicado de bordados de ouro e chamas vermelhas e com uma representação da gola em volta das bordas bordada em ouro, vermelho e prata. Tal como o manto real, este manto abria-se do lado direito e assim como uma capa de ombro de arminho cobria o topo do manto real, uma capa de ombro de veludo verde pálido com o mesmo bordado mas menor era usada sobre este manto e formava a parte superior disso. Tanto o manto quanto a capa do ombro eram forrados com um cetim laranja amarelado. O manto era usado sobre um jaleco branco (com a estrela da Ordem bordada no peito esquerdo), colete e meia bufante, pesadamente bordada de prata. Um chapéu preto com uma pluma branca completava o vestido. A estrela da Ordem tinha o mesmo desenho da frente do distintivo, mas bordada em prata (mais tarde foi usada uma estrela medalha em prata) tanto nos casacos dos cavaleiros quanto nos coletes.
No dia capitular da ordem, 1 de janeiro, os noviços usavam um hábito em prata comentado pelo Duque de Croÿ da seguinte forma:
| “ | Um traje de noviço muito belo e singular: é o vestido festivo da corte de Luís XIII, que se assemelha ao da Espanha ao mesmo tempo. É notável e serviria para homens jovens e bem constituídos, infelizmente só atende pessoas de idade relativamente avançada. | ” |